# Franz Gruber (sciatore)
Franz Gruber (Molln, 8 novembre 1959) è un ex sciatore alpino austriaco.

## Biografia
Specialista delle prove tecniche originario di Kirchdorf an der Krems, Franz Gruber debuttò in campo internazionale in occasione degli Europei juniores di Gällivare 1976, dove vinse la medaglia d'argento nello slalom speciale; il 5 febbraio 1979 ottenne il primo piazzamento di rilievo in Coppa del Mondo, classificandosi 10º nello slalom speciale disputato a Jasná. Il 15 febbraio di due anni dopo a Åre conquistò il primo podio nel circuito, sempre in slalom speciale, piazzandosi 3º alle spalle dello statunitense Phil Mahre e dello svedese Ingemar Stenmark; convocato per i Mondiali di Schladming 1982, ottenne l'8º posto nello slalom speciale (suo unico piazzamento iridato) e l'anno seguente a Kranjska Gora vinse lo slalom speciale di Coppa del Mondo del 30 gennaio, aggiudicandosi così l'unica vittoria di carriera nel circuito.
Partecipò ai XIV Giochi olimpici invernali di Sarajevo 1984, sua unica presenza olimpica, giungendo 4º nello slalom gigante vinto dallo svizzero Max Julen e non completando lo slalom speciale. Il 18 marzo 1984 a Åre salì per l'ultima volta sul podio in Coppa del Mondo chiudendo 2º, in slalom speciale, dietro all'austro-lussemburghese Marc Girardelli; al termine di quella stagione 1983-1984 in Coppa del Mondo risultò 3º nella classifica della specialità. L'ultimo piazzamento internazionale della sua carriera fu il 13º posto ottenuto nello slalom gigante di Coppa del Mondo disputato il 15 dicembre 1986 sul difficile tracciato Gran Risa dell'Alta Badia, mentre il suo ultimo risultato agonistico fu la medaglia d'oro vinta nello slalom speciale ai Campionati austriaci 1986.

## Palmarès

### Europei juniores
- 1 medaglia[1][2]:
  - 1 argento (slalom speciale a Gällivare 1976)

### Coppa del Mondo
- Miglior piazzamento in classifica generale: 8º nel 1984
- 9 podi:
  - 1 vittoria (in slalom speciale)
  - 3 secondi posti
  - 5 terzi posti

#### Coppa del Mondo - vittorie
| Data            | Località      | Paese      | Specialità |
| --------------- | ------------- | ---------- | ---------- |
| 30 gennaio 1983 | Kranjska Gora | Jugoslavia | SL         |

Legenda:

SL = slalom speciale

### Campionati austriaci
- 8 medaglie[2]:
  - 5 ori (slalom speciale nel 1979; slalom speciale nel 1981; slalom gigante nel 1982; slalom gigante nel 1984; slalom speciale nel 1986)
  - 2 argenti (slalom speciale nel 1980; slalom speciale nel 1983)
  - 1 bronzo (slalom gigante nel 1983)

### Campionati austriaci juniores
- 5 medaglie[2]:
  - 3 ori (slalom gigante, slalom speciale nel 1975; slalom gigante nel 1977)
  - 2 argenti (combinata nel 1975; slalom gigante nel 1976)